# Mamuka Gorgodze
Mamuka Gorgodze (gruzínsky მამუკა გორგოძე) (14. července 1984, Tbilisi) je bývalý gruzínský ragbista, který hrál nejčastěji jako vazač a rváček. Je považován za jednoho z nejlepším hráčů Gruzie všech dob. Za svou zemi odehrál v letech 2003-2019 75 zápasů a připsal si 135 bodů. Na MS si připsal nejvíce pětek (8) ze všech gruzínských hráčů a čtyřikrát byl zvolen nejlepším hráčem utkání. Na MS 2015 byl zvolen do ideální sestavy šampionátu. V roce 2008, 2012, 2014 a 2016 vyhrál s reprezentací předchůdce soutěže Rugby Europe Championship.
Na klubové úrovni se stal vítězem Evropského poháru mistrů s francouzským klubem Toulon v roce 2015. V roce 2004 vyhrál gruzínskou ligu s klubem Lelo Saracens. Do šestnácti hrál basketbal, až potom se začal věnovat ragby. Reprezentační premiéru zažil už jako osmnáctiletý proti Španělsku. V roce 2011 byl zvolen jako nejlepší sportovec Gruzie.

## Klubová kariéra
- 2001 – 2005 Lelo Saracens
- 2005/06 – 2013/2014 Montpellier
- 2014/15 – 2019/20 Toulon